# Josef Allen Hynek
Josef Allen Hynek, född 1 maj 1910, död 27 april 1986, var en amerikansk astronom, professor och ufolog. Han arbetade även som konsult för Project Blue Book från 1952 till 1969.

## Liv och karriär
Hynek föddes i Chicago i Illinois, USA: Han hade tjeckiska föräldrar. År 1931 fick han en Bachelor Degree från Chicagos Universitet. Fyra år senare, 1935, blev han doktor inom filosofi på Yerkesobservatoriet. Han gick med i Department of Physics and Astronomy, som var en gren av Ohios statliga universitet år 1936. Han var specialist inom kosmisk evolution och s.k. "dubbelstjärnor".
Under andra världskriget var Hynek civil forskare på Johns Hopkins laboratorium, där han hjälpte till att utveckla flottans radio.
Efter kriget återvände Hynek till department of Physics and Astronomy i Ohio, där han fick full status som professor år 1950.
År 1956 lämnade han universitetet och anslöt sig till professor Fred Lawrence Whipple, en astronom från Harvard, vid Smithsonian Astrophysical Observatory, som hade ganslutit sig till Harvardobservatoriet i Harvard. Hynek fick där till uppgift att spåra amerikanska satelliter, ett projekt för det Internationella Geofysiska Året 1956 samt följande år. Förutom de 247 optiska baserna runt världen fanns där även 12 fotografiska baser. En speciell kamera var föreskriven till uppdraget och en prototyp byggdes och testades, bara för att plockas isär igen då Sovjetunionen, den 4 oktober 1957 skickade upp sin första satellit, Sputnik. 
Efter att Hynek var färdig med sitt arbete på satellitprogrammet så återvände han som lärare, han fick en plats som professor och ordförande för det astronomiavdelningen på Nordvästra Universitetet år 1960.
Hynek dog den 27 april 1986 av en hjärntumör i Memorial Hospital, Scottsdale, Arizona. Han blev 75 år gammal.

## Project Grudge och Project Blue Book
Som svar på de många oförklarliga objekt, eller UFO:n, som folk hade sett runt om i landet, startade USA:s flygvapen 1948 Project Sign. Detta blev senare Project Grudge, som ännu senare utvecklades till Project Blue Book. Hynek kontaktades och fick förfrågan att jobba på Projekt Sign som forskningskonsult för utredningen där. Hyneks uppdrag var att studera UFO-rapporter och bestämma om rapporterna hade påminde om kända astronomiska fenomen och objekt.
När Project Sign anställde Hynek var han till en början skeptisk till rapporterna om UFO:n. Hynek misstänkte att UFO-rapporterna hade skrivits av opålitliga vittnen eller okunniga personer som inte visste mycket om naturliga objekt eller uppfinningar som människan skapat. År 1948 sa Hynek att "hela ämnet är ytterst löjligt", och beskrev det som ett "skämt" som snart skulle försvinna. Hynek var medlem av Robertsonpanelen, som gjorde uttalandet att det inte fanns något mystiskt med UFO:n och att en kampanj borde sättas igång för att reda ut saken och minska det folkliga intresset. 
Till slut, efter att ha undersökt hundratals UFO-rapporter under årtionden (inklusive rapporter gjorda av pålitliga vittnen som astronomer, piloter, poliser och militär personal), sammanfattade Hynek att rapporterna var genuina och nya empiriska observationer. UFO-rapporterna fortsatte att komma in och Hynek lade ner mycket tid på att studera dem. Vissa rapporter visade sig vara väldigt konstiga, trots en genomgående studie. Hynek sa en gång att "som vetenskapsman måste jag komma ihåg det förflutna; det händer allt för ofta att värdefulla saker för vetenskapen blev ignorerade eftersom det nya fenomenet passade inte in i forskarnas syn på den tiden."
År 1985 blev Hynek intervjuad, och på frågan om varför han hade ändrat sig svarade han att det dels berodde på flygvapnets oförändrat negativa inställning, och dels på tvivel på vittnenas pålitlighet.
En annan förändring av Hyneks ståndpunkter kom efter att man gjort en informell omröstning bland hans kollegor inom astronomin, däribland Clyde Tombaugh. Av 44 astronomer svarade fem (motsvarande över 11%) att de hade sett objekt som de inte kunde förklara med hjälp av mainstreamforskning. De flesta av dessa astronomer hade inte delat med sig av vad de sett av rädsla för att bli förlöjligade eller skada sina karriärer. Hynek noterade också att dessa 11%, enligt de flesta omröstningarna, var större än den bland vanliga människor som sade att de sett UFO:n. Dessutom ansåg han att astronomer var astronomer mer pålitliga när det handlar om att observera och ge omdöme om himlen. Hynek blev orolig inför det han såg som en arrogant eller vägrande attityd från många mainstreamforskare gentemot UFO rapporter och vittnen. 
Hynek stannade kvar vid Projekt Sign när det blev Project Grudge (dock med mindre medverkan än vid Project Sign). Projekt Grudge blev ersatt av Project Blue Book tidigt år 1952. Hynek fortsatte sin konsultativa roll även i det projektet. En kapten inom flygvapnet, Edward J. Ruppelt, ansåg att Hynek var en av de mest uppskattade av utredarna.
Även om Hynek ansåg att Ruppelt var en direktör som styrde Blue Book åt rätt håll, så var Ruppelt bara chef i några år. Hynek ansåg, efter att Ruppelt lämnade projektet, att Blue Book reducerades till ett PR-projekt, och forskningen hamnade i skymundan. Det var under de senare åren under Blue Book då Hynek öppet började tala om sin besvikelse och motstånd till det amerikanska flygvapnet. 
En "UFO-våg" slog till under de sista dagarna i mars 1966. Massvis med människor rapporterade att de sett UFO:n i Michigan (USA), vilket följdes av en mediavåg. Under en konferens där han uttalade sig, upprepade Hynek gång på gång att biogas var en trolig förklaring för UFO-rapporterna från Michigan, men verkligen inte för UFO-rapporter i allmänhet. Till Hyneks förvåning ignorerades hans förbehåll, och ordet "biogas" blev en synonym för UFO:n, som i sin tur ytterligare förlöjligade projektet. På den Första Internationella UFO-kongressen år 1977, refererade Hynek till detta lite ironiskt, genom att presentera "biogas-affären" som ett bevis på att han inte var "UFO-troende" från början.

## CUFOS
Hynek startade och var direktör över Center for UFO Studies (Centrumet för UFO-forskning), eller CUFOS. Skapad år 1973 och baseradt i Chicago är CUFOS en organisation som ägnar sig av vetenskaplig analys av UFO-fall. CUFOS arkiv innehåller många värdefulla akter från civila vetenskapliga grupper så som NICAP, en av de mest populära och pålitliga UFO-forskningsgrupperna från 1950- och 1960-talen.

## UFO:s ursprung
År 1973, då MUFON (Mutual UFO Network) hade en kongress som hölls i Akron, Ohio, började Hynek bli skeptisk till den utomjordiska hypotesen (att UFO:n är materiella farkoster och dess passagerare varelser från en annan planet). Hans talpunkt ledde honom till titeln på hans tal: "The Embarrasment of the Riches". Han var medveten om att kvantiteten av vittnen som sett UFO:n var mycket mer än statistiken inom Project Blue Book. Bara detta var underligt.
I oktober 1976 sa Hynek att han började tappa sin tilltro till idén om att UFO:s är materiella rymdskepp från andra världar. Han menade att det verkade fånigt att intelligenta varelser skulle resa genom världsrymden för att göra relativt korkade saker så som att stanna bilar, samla in exemplar som stenar och jord och skrämma människor.

År 1975 skrev Hynek ett paper till Joint Symposium of the American Institute of Aeronautics & Astronautics (AIAA) i Los Angeles. Han skrev:
| ” | "Om du protesterar, så ber jag dig förklara - kvantitativt, inte kvalitativt - de rapporterade fenomen av materialisering och avmaterialisering, ändring av form, den ljudlösa svävandet i jordens gravitationsfält, accelerationer som - för en passande massa - behöver energikällor långt bortom dagens möjligheter - inklusive teoretiska möjligheter, den välkända och väl rapporterade E-M (kort för elektromagnetisk inblandning/interference) effekten, den fysiska effekten på passagerare, plus de antagliga telepatiska kommunikationerna. | „ |

År 1977, på den Första Internationella UFO Kongressen i Chicago,  presenterade Hynek sina tankar i hans tal "Vad jag verkligen tror om UFO:n". Hynek sa: "Jag tror att det är verkligt, att UFO-fenomenet i sin helhet är verkligt, men jag menar inte att det behöver vara en enda sak. Vi måste ifrågasätta diversiteten av observerade UFOn . . . alla kommer från samma källa, likaså väderfenomen, alla uppstår i atmosfären", eller om de är annorlunda "som regnskurar är annorlunda än en meteorit, som i sin tur är annorlunda än en kosmisk strålskur." Vi ska inte fråga oss, sa Hynek, vilken hypotes som kan förklara flest fakta, utan vi ska fråga oss vilken hypotes som förklarar de mest underliga fakta.
Hynek fortsätter, "det finns tillräckligt med bevis för att försvara både ETI- och EDI-hypoteserna". Som bevis för ETI-hypotesen (utomjordisk intelligens), nämner Hynek hur man på radar uppfattat objekt som bevisar att det är fast material, samt de fysiska spåren som man hittat. Han vänder sig sedan till att försvara EDI-hypotesen (extra/multi/överdimensionell intelligens). Förutom aspekter av materialisering och avmaterialisering citerar han "poltergeist"-fenomenet som människor upplevt efter att de haft närkontakt; fotografier av UFO:n som i vissa fall setts i en enda filmruta, men inte sedd av vittnet som tog kortet; förändringen i UFO:s form mitt framför ögonen på vittnen, den mystiska frågan om telepatisk kommunikation; eller att i vissa fall då personer som hamnat i en närkontakt av tredje graden beskriver varelserna som om de vore naturliga i jordens atmosfär och gravitation; den underliga stillheten i närheten av ett UFO; rapporter om hur människor och bilar svävar; samt hur vissa personer utvecklar vissa psykiska förmågor efter en närkontakt. Hynek frågar "Har vi två aspekter av ett fenomen eller två helt olika fenomen?"
Hynek introducerade även en tredje hypotes; "Jag anser att det är troligt att det kan finnas en teknologi som innehåller både de fysiska och det psykiska, det materiella och det mentala. Det finns stjärnor som är miljontals år äldre än solen. Kanske finns det civilisationer som är miljontals år äldre än vad vi är. Vi har gått från enkla versioner av flygplan till att landa på månen inom loppet av 70 år, men är det möjligt att en miljoner år gammal civilisation vet något som vi inte vet ... jag har en hypotes om en 'M&M'-teknologi som tar kontroll över den mentala och den materiella verkligheten. Den fysiska världen, som idag är ett mysterium för oss, kanske är en vanlig del av en avancerad teknologi."

## Steven Spielbergs film
Hynek hjälpte till med filmen i det att han var konsult till Columbia Pictures och Steven Spielberg, i filmen Närkontakt av Tredje Graden. Hynek var själv med i filmen, dock en kort medverkan utan replik.

## Förenta Nationerna
I november 1978 presenterade Hynek, tillsammans med Dr. Jacques Vallee och Dr. Claude Poher, dokument om UFO:n. Hans tal var förberedd och godkändes av tre ordförande framför Förenta Nationernas Generalförsamling. Målet var att etablera en central byrå, en "Förenta Nationernas UFO kommission".

## UFO-böcker
- THE UFO EXPERIENCE: A scientific enquiry (1972)
- THE EDGE OF REALITY: A progress reports on the unidentified flying objects, tillsammans med Jacques Vallee (1975)
- THE HYNEK UFO REPORT (1977)
- NIGHT SIEGE - THE HUDSON VALLEY UFO SIGHTINGS, tillsammans med Philip Imbrogno och Bob Pratt (1987)